# Goticisme

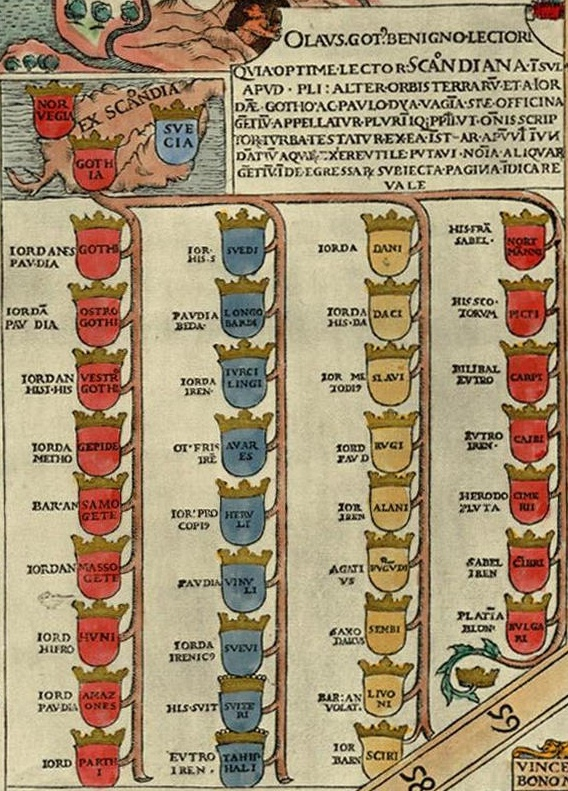
Taula de les tribus originàries d'Escandinàvia d'acord amb Johannes i Olaus Magnus, amb referències a Jordanes, Pau el Diaca, etc.

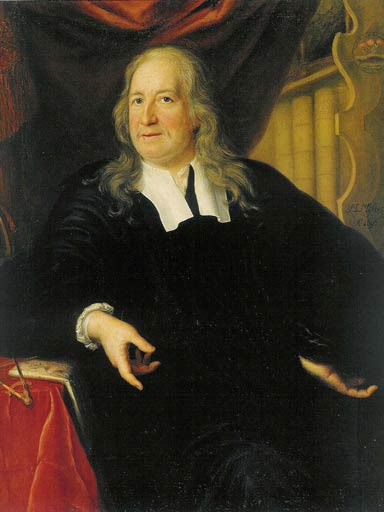
Olaus Rudbeck, difusor del goticisme.

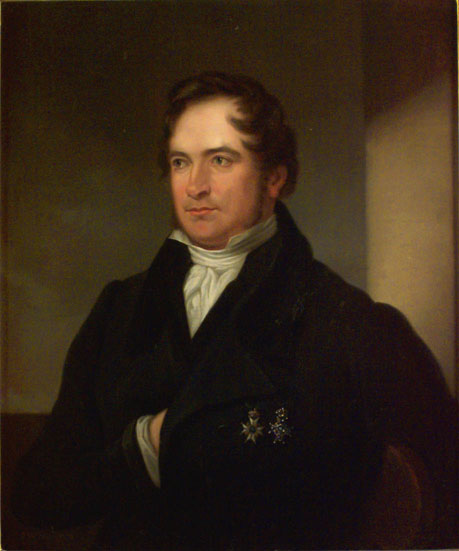
Erik Gustaf Geijer fou un membre de la Lliga Gòtica (o Societat Gòtica) que estengué la imatge dels vikings com a herois nòrdics tal com es coneixen avui dia

Goticisme, en suec göticism, fou el nom donat a un moviment cultural de Suècia, centrat al voltant de la glòria dels antecessors suecs, centrats en els gots d'Escandinàvia, identificats amb els gots. Els fundadors d'aquest concepte al segle xvi foren Nicolaus Ragvaldi i els germans Johannes i Olaus Magnus. La creença va continuar durant el segle xvii quan Suècia es va convertir en una gran potència després de la Guerra dels Trenta Anys, tot i que va perdre aquest poder al segle xviii. Fou revitalitzat pel romanticisme suec a principis del segle xix, quan també es va donar una dimensió heroica als vikings.

## Orígens
El nom deriva de la urheimat que l'historiador Jordanes va donar per als gots a Escandinàvia i que prenia el nom de Scandza i els teòrics del Goticisme van creure que aquesta pàtria original era Suècia. El Goticisme va prendre importància en la tradició dels gots gràcies al fet que el rei dels Ostrogots, Teodoric el Gran, va assolir el poder en l'Imperi Romà i tenia un avantpassat escandinau. Aquest orgull es va expressar en les cròniques medievals primerenques, que escrivien com els gots tenien els escandinaus com a ancestres. Aquesta idea la va usar Nicolaus Ragvaldi al Concili de Basilea per argumentar que la monarquia sueca era la més antiga d'Europa. També apareix en les obres de Johannes Magnus, (Historia de omnibus gothorum sueonumque regibus), i del seu germà Olaus Magnus, (Historia de gentibus septentrionalibus). Les dues obres van tenir molta influència en l'educació de l'època moderna a Suècia.
Diversos estudiosos de Dinamarca van intentar identificar els gots amb els juts; de tota manera, aquestes idees no van tenir la influència en el món cultural danès com sí que van tenir en el suec. En contrast amb els suecs, els danesos de l'època no necessitava una teoria de legitimació política basada en el fet que fos Dinamarca la terra original dels gots i que aquests haguessin conquerit l'Imperi Romà, ja que en tenien prou amb el poder militar del país a través de la història.
Durant el segle xvii, danesos i suecs van competir per col·leccionar i publicar manuscrits islandesos, les Sagues nòrdiques] i les dues Eddes. A Suècia, els manuscrits islandesos formaven part del mite fundacional suec i mostraven la grandesa i l'heroisme dels gots d'Escandinàvia, tal com havien passat de generació en generació. Aquest orgull va tenir el punt culminant amb la publicació per part d'Olaus Rudbeck de l'Atland eller Manheim (1679–1702), que a Suècia va tenir la mateixa interpretació i difusió que el mite de l'Atlàntida.

## Nacionalisme romàntic
Al segle xviii, el moviment s'havia diluït una mica, però va ressorgir amb força durant el Romanticisme de caràcter nacionalista a partir de 1800 amb gent com Erik Gustaf Geijer i Esaias Tegnér de la Lliga Gòtica (Gotiska Förbundet).
A Dinamarca, el nacionalisme va donar escriptors com Johannes Ewald, Nicolai Grundtvig (que va traduir el Beowulf al danès, la primera vegada que es feia en una llengua moderna) i Adam Gottlob Oehlenschläger que es van interessar moltíssim pels temes del nòrdic antic. En altres parts d'Europa, l'interès per la mitologia nòrdica, la història i la llengua va tenir com a representants els anglesos Thomas Gray, John Keats i William Wordsworth i els alemanys Johann Gottfried Herder i Friedrich Gottlieb Klopstock.

## Arquitectura
En l'arquitectura d'Escandinàvia, el Goticisme va tenir presència a partir de 1860-1870 i va continuar fins al 1900. L'interès pels temes de l'antic nòrdic va portar a crear una arquitectura especial que es basava en l'ús de la fusta, s'inspirava en les Esglésies de Stave i fou a Noruega on aquest estil va tenir més presència. Els detalls que sovint es poden trobar en aquest estil són els caps de drac, cosa que fa que sovint es parli d'estil del drac. També s'usen falses arcades, columnes tornejades i teulades estirades i esveltes.